# Sioux Creek (Wisconsin)
Sioux Creek es un pueblo ubicado en el condado de Barron en el estado estadounidense de Wisconsin. En el Censo de 2010 tenía una población de 655 habitantes y una densidad poblacional de 7,17 personas por km².

## Geografía
Sioux Creek se encuentra ubicado en las coordenadas 45°15′3″N 91°44′21″O / 45.25083, -91.73917. Según la Oficina del Censo de los Estados Unidos, Sioux Creek tiene una superficie total de 91.32 km², de la cual 90.5 km² corresponden a tierra firme y (0.9%) 0.82 km² es agua.

## Demografía
Según el censo de 2010, había 655 personas residiendo en Sioux Creek. La densidad de población era de 7,17 hab./km². De los 655 habitantes, Sioux Creek estaba compuesto por el 98.93% blancos, el 0.15% eran afroamericanos, el 0% eran amerindios, el 0% eran asiáticos, el 0% eran isleños del Pacífico, el 0% eran de otras razas y el 0.92% pertenecían a dos o más razas. Del total de la población el 0.76% eran hispanos o latinos de cualquier raza.